# 미국의 자동차 산업
미국의 자동차 산업은 1890년대에 시작되었고, 내수 시장의 규모와 대량 생산 방식의 활용으로 빠르게 세계 최대 규모로 발전했다. 미국은 세계 최초로 차량 생산 및 판매를 위한 대량 시장을 가졌으며, 자동차 산업과 대량 시장 생산 공정의 선구자이다. 20세기 동안 독일, 프랑스, 이탈리아, 일본, 대한민국 등 주로 유럽 및 아시아 시장에서 전 세계 경쟁자들이 나타났다.
미국은 현재 전 세계에서 두 번째로 큰 자동차 생산국이다. 가치 기준으로 미국은 2023년 세계 최대 자동차 수입국이자 4위 수출국이었다.
미국 제조사들은 연간 약 1천만 대를 생산한다. 주목할 만한 예외는 2009년 위기로 인해 570만 대가 생산되었고, 최근에는 글로벌 코로나19 팬데믹으로 인해 2020년에 880만 대가 생산된 것이다.
생산량은 1970년대와 2000년대 초반에 1,300만~1,500만 대로 정점에 달했다.
1895년 듀리야를 시작으로, 최소 1,900개의 다른 회사가 설립되어 3,000개 이상의 미국 자동차 모델을 생산했다. 제1차 세계 대전(1917~1918)과 대공황(1929~1939)이 겹쳐 주요 및 소규모 생산자 수가 급격히 감소했다. 제2차 세계 대전 동안 모든 자동차 회사는 군사 장비와 무기 생산으로 전환했다. 1950년대 말까지 남아 있던 소규모 생산자들은 사라지거나 합병되어 대기업으로 통합되었다. 이 산업은 메트로 디트로이트에 본사를 둔 제너럴 모터스, 포드, 크라이슬러 (기업) 세 대기업이 지배했다. 이들 "빅 쓰리"는 계속 번성하여, 1950년에는 전 세계 자동차 1,060만 대 중 800만 대, 즉 4분의 3을 미국이 생산했다. 1908년 미국 가정의 1%가 적어도 한 대의 자동차를 소유하고 있었지만, 1948년에는 50%, 1960년에는 75%가 소유했다. 해외 수입은 1960년대 이전에는 미미한 요인이었다.
1970년대부터 고유가와 해외 자동차 제조업체와의 경쟁 심화가 미국 기업에 큰 타격을 주었다. 그 후 몇 년 동안 미국 기업들은 주기적으로 회복했지만, 2008년에는 앞서 언급한 위기로 인해 산업이 혼란에 빠졌다. 그 결과, 제너럴 모터스와 크라이슬러 (기업)는 파산 재조직을 신청했고, 연방 정부의 대출과 투자로 구제되었다. 2014년 6월 계절 조정 연간 판매량은 1,698만 대로 역사상 최대치를 기록했으며, 2006년 7월의 이전 기록을 경신했다. 크라이슬러는 이후 피아트와 합병하여 피아트 크라이슬러가 되었고, 현재는 다국적 기업 스텔란티스 그룹의 일부이다. 미국의 전기차 제조업체 테슬라는 2009년에 등장하여 세계에서 가장 가치 있는 회사 중 하나로 성장했으며, 전 세계 완전 전기 승용차의 약 4분의 1을 생산하고 있다.

1980년대 이전에는 대부분의 제조 시설이 빅 쓰리(GM, 포드, 크라이슬러)와 AMC 소유였다. 수많은 외국계 자동차 회사들이 미국에 공장을 건설하면서 그들의 미국 시장 점유율은 꾸준히 하락했다. 2012년 기준으로 토요타는 미국에 31,000명의 직원을 고용하고 있었고, 포드는 80,000명, 크라이슬러는 71,100명이었다.

## 역사
올즈모빌 커브드 대쉬와 포드 모델 T는 모두 미국 자동차로, 각각 최초의 대량 생산 및 대중이 구매할 수 있는 자동차로 간주된다. 미국 자동차 회사 제너럴 모터스는 1931년부터 2008년까지 세계에서 가장 많이 팔리는 자동차 제조업체라는 타이틀을 유지했다. 미국은 2023년에 세계에서 두 번째로 큰 자동차 생산국이었으며 세계에서 가장 가치 있는 자동차 회사인 테슬라의 본고장이다. 미국은 2010년 중국에 추월당한 이후 세계에서 두 번째로 큰 자동차 판매 시장이다.

### 생산

1975년 이후 미국에서 생산된 차량 중 트럭의 점유율이 3배 증가했다. 각 범주 내에서 차량의 연비는 향상되었지만, 전반적으로 연비가 낮은 유형의 차량으로의 전환 추세는 연비 개선 및 오염과 이산화탄소 배출량 감소의 일부 이점을 상쇄했다. SUV로의 전환이 없었다면, 2010년부터 2022년까지 단위 거리당 에너지 사용량은 30% 더 감소할 수 있었을 것이다.

자가 동력 차량의 개발은 수많은 기술과 부품을 수반하여 수많은 공급업체와 관련 산업의 등장을 촉진했다. 초기 자동차에는 증기, 전기, 휘발유 등 다양한 에너지원이 사용되었다. 수천 명의 기업가들이 소규모 및 지역 단위로 초기 자동차를 개발, 조립 및 판매하는 데 참여했다. 판매 증가는 더 넓은 시장 유통을 가진 공장에서 대규모 생산을 가능하게 했다. 랜섬 E. 올즈와 토마스 B. 제프리는 자동차의 대량 생산을 시작했다. 헨리 포드는 많은 중산층 미국인들이 감당할 수 있는 자동차를 생산하는 데 집중했다.
조지 B. 셀든이 1879년 5월 8일에 출원한 특허는 그의 엔진뿐만 아니라 4륜 자동차에 사용되는 것도 포함했다. 셀든은 그의 출원서에 일련의 수정안을 제출하여 법적 절차를 연장했고, 그 결과 1895년 11월 5일에 특허가 승인되기까지 16년이 지연되었다. 셀든은 그의 특허를 대부분의 주요 미국 자동차 제조업체에 라이센스하여, 그들이 생산하는 각 자동차에 대해 수수료를 징수하고 승인된 자동차 제조업체 협회를 설립했다. 포드 모터 컴퍼니는 이 특허에 대해 법정에서 싸웠고, 결국 항소심에서 승리했다. 헨리 포드는 이 특허가 미국에서 자동차 개발을 장려하기보다는 방해했다고 증언했다.
원래 부유한 개인이 구매했던 자동차는 1916년에 $875에 판매되기 시작했다. 곧, 자동차의 기계적 개선, 가격 인하, 그리고 할부 판매 및 할부 계획의 도입으로 시장이 확대되었다. 1917년부터 1926년까지 판매량의 연간 증가율은 1903년부터 1916년까지보다 상당히 낮았다. 1918년, 1919년, 1921년, 1924년에는 자동차 생산량이 절대적으로 감소했다. 자동차 산업은 미국 경제에서 전례 없는 속도로 성장을 가속화했기 때문에 산업 혁명에 대규모 변화를 가져왔다. 혁신과 산업화의 결합된 노력은 이 기간 동안 자동차 산업이 비약적으로 발전할 수 있게 했고, 이는 20세기 동안 미국 제조업의 중추임을 증명했다.

### 미국 도로 체계

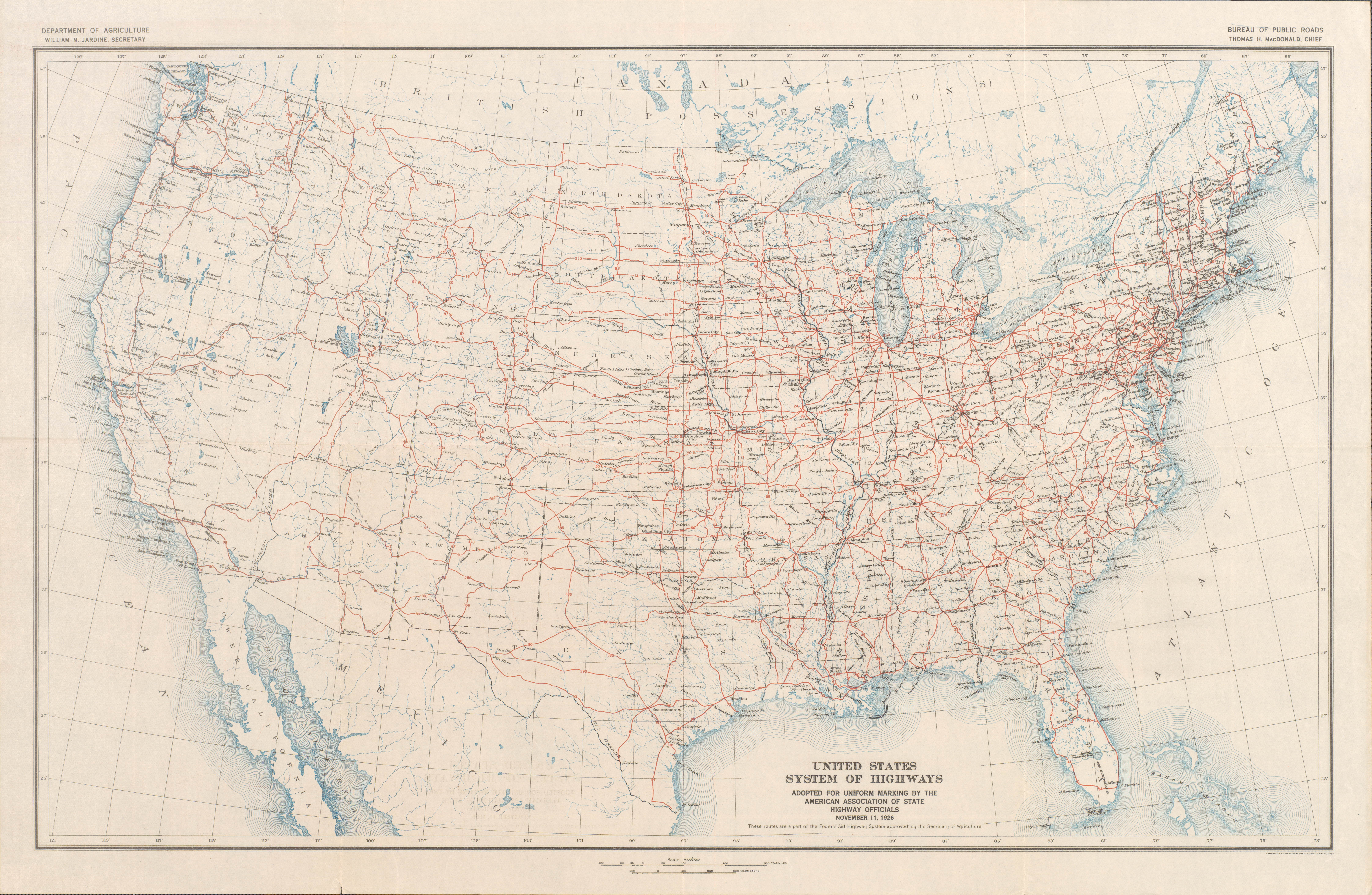
1926년 11월 11일 승인된 "최종" 미국 고속도로 계획

자동차의 실용성은 처음에 적절한 도로의 부족으로 인해 제한되었다. 도시 간 이동은 주로 철도, 수로 또는 마차로 이루어졌다. 도로는 대부분 비포장 도로였고, 특히 악천후에는 이동하기 어려웠다. 미국 자전거 타는 사람 연맹은 도로 유지 보수 및 개선을 담당했는데, 이는 제한된 정부 지원으로 지역 사회의 책임으로 간주되었다. 이 시기에 자동차 생산량이 증가하고 자동차 판매점이 늘어나면서 자동차의 인기가 높아졌다.

#### 주 정부의 참여
주 정부는 도로 유지 보수를 위해 강제 노동 제도를 사용하기 시작했는데, 이는 지역 주민들에게 공공 프로젝트에 필요한 육체 노동을 부과하는 것이었다. 그들의 동기 중 일부는 거친, 거의 작동하지 않는 도로를 통해 물품을 운송하려는 농촌 지역 농부들의 필요성이었다.
다른 이유는 전시 차량의 무게였다. 제1차 세계 대전 동안 도로의 더 무거운 트럭을 수용하기 위해 재료가 변경되었고, 이는 매캐덤 도로 및 도로로의 광범위한 전환을 가져왔다. 그러나 농촌 도로는 여전히 군용 차량에게 문제였으므로, 자동차 제조업체들은 돌파를 돕기 위해 4륜 구동을 개발했다. 자동차의 보급이 늘어나면서 자금 조달도 개선되어야 한다는 것이 분명해졌고, 정부 자금 조달의 추가는 그러한 변화를 반영했다.

#### 연방 정부의 참여
1916년 연방 원조 도로법은 도로 건설에 7,500만 달러를 할당했다. 이 법은 또한 군용 차량을 도로 유지 보수 장비로 재배치하는 것을 승인하는 책임도 있었다. 이어서 1921년 연방 원조 고속도로법이 제정되어 도로 건설에 추가 자금이 제공되었다. 1924년까지 미국에는 31,000마일의 포장 도로가 있었다.

## 국제 무역
|  |  |

## 빅 쓰리 자동차 제조사
미국에는 약 3,000개의 자동차 회사가 존재했다. 1900년대 초, 미국에서는 빅 쓰리 자동차 제조사인 포드, GM, 크라이슬러가 부상했다. 산업은 미시간주의 디트로이트와 인접한 주, 그리고 캐나다 온타리오주 인근에 집중되었다. 역사가 존 레이(John Rae)는 역사가들이 제시한 설명을 요약한다: 중앙 지리적 위치, 수로 접근성, 그리고 많은 숙련된 엔지니어를 가진 확립된 산업 기반이다. 핵심 요소는 디트로이트가 자동차의 잠재력을 본 매우 재능 있는 기업가들의 본거지였다는 점이다: 헨리 포드, 랜섬 E. 올즈, 로이 D. 채핀, 헨리 조이, 윌리엄 C. 듀란트, 하워드 E. 코핀, 존 닷지 및 호레이스 닷지, 그리고 벤자민 브리스코 및 프랭크 브리스코. 1900년부터 1915년까지 이들은 신생 산업을 국제적인 사업으로 변화시켰다.
헨리 포드는 1896년에 자동차를 만들기 시작하여 1903년에 자신의 회사를 설립했다. 포드 모터 컴퍼니는 1913년 최초의 컨베이어 벨트 기반 조립 라인으로 대량 생산을 개선하여 1908년에 출시된 포드 모델 T를 생산했다. 이러한 조립 라인은 비용을 크게 절감했다. 초기 모델은 850달러에 판매되었지만 1924년에는 290달러로 떨어졌다. 모델 T는 매우 잘 팔렸고 포드는 미국에서 가장 큰 자동차 회사가 되었다. 1927년에 단종될 때까지 1,500만 대 이상의 모델 T가 판매되었다.
포드는 1927년에 포드 모델 T에서 전환하기 위해 6개월간 생산 중단 후 모델 A를 출시했으며, 1931년까지 생산했다. 모델 A는 성공적이었지만, 자동차 구매자들이 더 고급스러운 자동차와 새로운 스타일을 찾으면서 포드는 GM과 결국 크라이슬러에게 밀렸다. 포드는 해외 생산 시설을 설립하는 데 선구자였으며, 1911년 영국, 1925년 독일과 오스트레일리아에 생산 시설을 만들었다. 포드는 1922년에 고급 링컨 자동차 제조업체를 인수하고 1939년에 머큐리 부문을 설립했다.
곧 세계 최대 자동차 제조업체가 된 제너럴 모터스 코퍼레이션(GM)은 1908년 윌리엄 듀란트에 의해 설립되었다. 듀란트는 이전에 마차 제조업자였으며, 1904년에 뷰익을 인수했다. 1908년, 회사는 처음에 뷰익, 올즈모빌 및 오클랜드(이후 폰티액이 됨)를 인수했다. 1909년, GM은 캐딜락과 다른 여러 자동차 회사 및 부품 공급업체를 인수했다. 듀란트는 포드를 인수하는 데 관심이 있었지만, 초기 합병 협상 후 헨리 포드는 자신의 회사를 독립적으로 유지하기로 결정했다.
1910년, 듀란트는 회사 인수 확장에 따른 과도한 지출로 GM에 대한 통제권을 잃었다. 은행 그룹이 GM을 장악하고 듀란트를 축출했다. 듀란트와 루이 셰브럴레이는 1913년에 쉐보레를 설립했고, 이는 빠르게 큰 성공을 거두었다. 듀란트는 GM 주식을 인수하기 시작하여 1915년까지 과반수 지분을 확보했다. 쉐보레는 1917년에 GM에 인수되었고 듀란트는 GM의 경영권을 되찾았다. 1921년, 듀란트는 다시 회사에서 강제로 축출되었다. 1920년대 후반, 제너럴 모터스는 포드를 추월하여 가장 큰 자동차 제조업체가 되었다.
알프레드 P. 슬로언의 리더십 아래, 제너럴 모터스는 분권형 경영과 각 가격대별 별도 부서를 설립했다. 그들은 연간 모델 변경을 도입했다. GM은 찰스 F. 케터링의 리더십 아래 기술 혁신을 주도했다. GM은 포드를 따라 해외로 확장했으며, 1925년 영국의 복스홀 모터스, 1929년 독일의 오펠, 1931년 오스트레일리아의 홀덴을 인수했다. GM은 1919년에 자동차 구매자를 위한 신용을 제공하기 위해 현재 얼라이 파이낸셜인 GMAC를 설립했다.
월터 크라이슬러는 이전 뷰익의 사장이자 GM의 임원이었다. 1920년 GM을 떠난 후 그는 맥스웰 모터 컴퍼니를 인수하여 회사를 활성화했고, 1925년에 이를 크라이슬러 코퍼레이션으로 재편성했다. 1927년, 그는 닷지를 인수했다. 닷지 인수는 크라이슬러에게 생산 및 판매를 크게 확장하는 데 필요한 제조 시설과 딜러 네트워크를 제공했다. 1928년, 크라이슬러는 플리머스와 드소토 브랜드를 출시했다. 크라이슬러는 1930년대까지 제너럴 모터스와 유사한 전략을 따르면서 포드를 추월하여 두 번째로 큰 자동차 제조업체가 되었다.
제너럴 모터스는 포드가 강조했던 것처럼 자동차를 단순히 실용적인 기기가 아닌, 개인의 부를 명확하게 보여주는 지위의 상징이 되기를 원했다. 다양한 모델과 브랜드를 제공함으로써, 그들은 부를 과시해야 하는 소비자들의 요구를 충족시키며 다양한 수준의 사회적 지위를 제공했다. 포드와 제너럴 모터스는 각각 사회적 지위와 그들이 목표로 하는 시장 유형에 자신만의 영향을 미쳤다. 헨리 포드는 대중을 위한 저렴하고 효율적인 단일 제품을 제공하는 데 집중했다. 포드의 제안은 하나의 자동차, 하나의 색상, 하나의 가격이었다. 그는 대중을 위한 제품을 제조했고, 이 제품을 구매할 수 있는 지역 시장을 만들기 위해 일일 5달러의 임금을 제공했다. 대조적으로, 제너럴 모터스는 개인주의를 추구하고 다른 제조사, 모델 및 품질을 제공함으로써 지위를 얻고자 하는 사람들에게 맞춰진 제품을 제공했다.

## 대공황과 제2차 세계 대전
1930년대에는 대공황, 빅 쓰리와의 치열한 경쟁, 그리고/또는 경영 부실의 경제적 영향으로 많은 자동차 제조사들이 사라졌다. 고급차 제조사들은 경제에 특히 영향을 받아 스터츠 모터 컴퍼니, 피어스-애로우 모터 카 컴퍼니, 피어리스 모터 컴퍼니, 커닝햄, 마몬 모터 카 컴퍼니와 같은 회사들이 사업을 중단했다.
1930년대에는 혁신적인 공학 기술을 가진 여러 회사들도 사업을 중단했는데, 예를 들어 도블 증기 모터 코퍼레이션(고급 증기 엔진)과 프랭클린 자동차 컴퍼니(공랭식 알루미늄 엔진)가 있다. 에레트 로반 코드는 오번 자동차 컴퍼니(이 또한 코드를 판매)와 뒤젠버그 모터 컴퍼니를 지배했고, 증권거래위원회와 국세청의 조사를 받고 있었다. 그의 자동차 제국은 1937년에 붕괴되었고 생산은 중단되었다.
1930년대에는 싱크로메시 수동 변속기, 세미 자동 변속기, 자동변속기, 유압 브레이크, 독립 프론트 서스펜션, 오버헤드 밸브 엔진과 같은 주요 기술 혁신이 도입되거나 널리 채택되었다. 코드 810은 전륜구동을 사용했고, 숨겨진 헤드라이트가 있었으며, 슈퍼차저와 함께 제공되었다. 외부 스타일링 디자인은 오번 스피드스터와 코드 810/812에서 가장 눈에 띄게 나타났듯이 더욱 유려해졌다. 급진적인 유선형 디자인은 판매 실패작인 크라이슬러 에어플로우와 링컨-제퍼에 도입되었다(둘 다 일체형 바디 구조를 사용했다). 패커드는 1940년에 "에어 쿨디션드" 자동차를 출시했다.
미국이 1941년 12월 제2차 세계 대전에 참전한 후, 모든 자동차 공장은 지프, 트럭, 탱크, 항공기 엔진을 포함한 전쟁 생산으로 전환되었다. 모든 승용차 생산은 1942년 2월까지 중단되었다. 그 달까지 산업은 전쟁 관련 주문으로 100억 달러를 받았으며, 진주만 공격 이전에는 40억 달러였다. 모든 공장은 확장 및 전환되었고, 포드의 윌로우 런과 크라이슬러의 디트로이트 병기창 탱크 공장과 같은 많은 새로운 공장들이 건설되었으며, 수십만 명의 노동자들이 추가로 고용되었다.
많은 노동자들이 애팔래치아에서 새로 온 사람들이었다. 가장 독특한 신제품은 지프였는데, 윌리스가 352,000대, 포드가 295,000대를 더 생산했다. 이 산업은 590만 개의 무기, 280만 대의 탱크와 트럭, 27,000대의 항공기를 포함하여 엄청난 양의 물자를 생산했다. 이러한 생산은 연합군 승리의 주요 요인이었다. 전문가들은 디트로이트가 항공 산업에서 발전된 엔지니어링 방법을 배울 것이며, 이는 전후 민간 자동차의 큰 개선으로 이어질 것이라고 예측했다.

## 자동차 제조업체 노동력의 노동조합화
자동차 생산 공장의 열악한 근무 조건으로 인해 자동차 노동자들은 조건을 개선하고 공정한 임금을 보장하기 위해 대표를 찾기 시작했다. 전미자동차노동조합은 1937년 GM과 크라이슬러로부터, 1941년 포드로부터 인정을 받았다. 1950년, 자동차 제조업체들은 65세 이상이고 30년 근속 연수를 가진 노동자들에게 회사 부담 연금을 지급했다.
1950년대 중반, 자동차 제조업체들은 실업 자동차 노동자들을 위한 신탁 기금을 설립하기로 합의했다. 1973년, 자동차 제조업체들은 연령에 관계없이 30년 근속 연수를 가진 모든 노동자에게 연금을 제공하기로 합의했다. 그때까지 자동차 제조업체들은 또한 직원, 생존자 및 은퇴자들을 위한 전체 건강 보험 비용을 부담하기로 합의했다.

## 독립 자동차 제조업체의 몰락
대공황에서 살아남은 주요 자동차 회사들은 제너럴 모터스 코퍼레이션, 포드 모터 컴퍼니, 크라이슬러 코퍼레이션, 허드슨 모터 카 컴퍼니, 내쉬-켈비네이터 코퍼레이션, 패커드 모터 카 컴퍼니, 스튜드베이커 코퍼레이션, 그리고 크로슬리 모터스였다. 전자의 세 회사, 즉 빅 쓰리는 재정적 강점 덕분에 마케팅, 생산 및 기술 혁신에서 큰 우위를 점하여 소규모 독립 자동차 회사들에 비해 상당한 이점을 누렸다. 빅 쓰리의 경쟁업체 대부분은 1960년대에 생산을 중단했으며, 그들의 마지막 주요 국내 경쟁업체인 아메리칸 모터스 코퍼레이션은 1987년에 인수되었다.
크로슬리 모터스는 1952년에 자동차 생산을 중단했다. 패커드와 스튜드베이커는 1954년에 합병했지만, 1958년에 패커드 브랜드 자동차 생산을 중단했고 1966년에 모든 자동차 생산을 중단했다.
카이저-프레이저 코퍼레이션은 1945년에 설립되었고 1953년에 윌리스-오버랜드 모터스(지프 제조사)를 인수했다. 승용차 생산은 1955년에 중단되었다. 1970년에 이 회사는 아메리칸 모터스 코퍼레이션에 매각되었다.
1954년, 내쉬-켈비네이터와 허드슨은 합병하여 아메리칸 모터스 코퍼레이션(AMC)을 설립했다. 이 회사는 수많은 제품 및 마케팅 혁신을 도입했지만, 작은 규모로 인해 빅 쓰리와 경쟁하기 어려웠고 재정적으로 어려움을 겪었다. 프랑스 자동차 제조업체 르노는 1980년대 초에 AMC의 경영권을 인수했지만, 재정적 어려움이 계속되었고 AMC는 1987년에 크라이슬러 코퍼레이션에 인수되었다.
주기적으로 다른 기업가들이 자동차 회사를 설립했지만, 대부분은 곧 실패했고 주요 판매 성공을 거둔 회사는 없었다. 가장 잘 알려진 회사들 중 일부는 프레스턴 터커의 1948년형 세단, 얼 먼츠의 먼츠 카 컴퍼니, 말콤 브릭클린의 브릭클린 SV-1, 현대 스터츠 블랙호크, 클레네 코치웍스, 짐머, 엑스칼리버, 존 들로리언의 들로리언이 있었다.

## 전후 시대
제2차 세계 대전 후 초기 자동차 생산은 재정비 과정, 자재 부족, 노동 불안정으로 인해 둔화되었다. 그러나 미국 자동차 산업은 1940년대 후반과 1950년대의 전후 번영을 반영했다. 1950년대 동안 자동차는 전반적인 크기와 엔진 크기가 커졌다. 1940년대 후반 GM이 개발한 오버헤드 밸브 V-8 엔진은 매우 성공적이었고 마력 경쟁에 불을 지폈으며, 그 두 번째 격돌은 크라이슬러의 1951년 헤미 엔진이었다.
길고, 낮고, 넓은 것이 일반적인 추세였다. 우주 시대가 도래하면서 외부 스타일링은 제트기와 로켓의 영향을 받았다. 후면 핀은 인기가 있었고 계속해서 커졌으며, 전면 범퍼와 미등은 때때로 로켓 모양으로 디자인되었다. 크롬 도금과 투톤 페인트가 매우 인기가 많았다. 이러한 스타일링 트렌드의 가장 극단적인 버전은 1959년 캐딜락 엘도라도와 크라이슬러 코퍼레이션의 1957년 임페리얼에서 발견되었다.
쉐보레 콜벳과 포드 선더버드는 각각 1953년과 1955년에 스포츠카 시장을 사로잡기 위해 출시되었다. 선더버드는 1958년에 크기가 커져 퍼스널 럭셔리 카로 진화했다. 1950년대는 또한 아마도 자동차 마케팅에서 가장 큰 오판 중 하나인 포드 에드셀로도 유명한데, 이는 인기 없는 스타일링과 경제 불황기에 출시된 결과였다.
주간고속도로의 도입과 미국의 교외화는 자동차를 더욱 필수적으로 만들었으며 미국 내 풍경과 문화를 변화시키는 데 일조했다. 사람들은 자동차를 자신의 연장선으로 보기 시작했다.

## 1960년대
1960년대에는 빅 쓰리가 산업을 지배하면서 자동차 개발에 큰 변화가 일어났다. 한편, 330억 달러 규모의 1956년 연방 원조 고속도로법이 통과되면서 지역 및 주간 도로망이 계속해서 교통을 개선했다. 도시 지역이 더욱 혼잡해지면서 더 많은 가족들이 교외로 이주했다. 1960년에서 1970년 사이에 인구 증가의 70%가 교외에서 발생했다.
수입차는 1950년대와 1960년대에 매우 낮은 기반에서 성장했다. 1966년, 빅 쓰리(GM, 포드, 크라이슬러)는 시장 점유율 89.6%를 기록했다(2014년에는 44.5%). 1966년부터 1969년까지 순수입은 연평균 84% 증가했다. 폭스바겐 비틀이 가장 많이 팔렸다.
4인승 1958년 포드 선더버드 (2세대)는 논란의 여지없이 최초의 퍼스널 럭셔리 카였으며, 이는 큰 시장 부문이 되었다.
포니카는 1964년 포드 머스탱과 함께 도입되었다. 이 자동차는 스포티한 외관에 긴 후드, 작은 후면 데크, 그리고 작은 뒷좌석을 결합했다. 이 자동차는 매우 성공적이었고 곧 쉐보레 카마로, 폰티액 파이어버드, 플리머스 바라쿠다(실제로는 머스탱보다 2주 먼저 출시되었다), AMC 재블린, 그리고 2인승 AMX, 그리고 머스탱의 "럭셔리" 버전인 머큐리 쿠거를 포함한 모방자들이 등장했다.
머슬카는 1964년 폰티액 GTO와 함께 도입되었다. 이 차들은 중형 차체에 대형 고출력 엔진을 결합했다. 경쟁차들은 빠르게 도입되었는데, 쉐보레 셰빌 SS, 닷지 R/T(코로넷과 차저), 플리머스 로드 러너/GTX, 포드 토리노, 그리고 AMC의 소형 SC/램블러가 포함되었다. 머슬카는 1960년대 후반에 정점에 달했지만, 높은 보험료와 1970년대 초의 배기가스 규제 및 높은 유가로 인해 곧 인기가 시들해졌다.
개인용 고급차, 포니카, 머슬카가 대부분의 관심을 받았지만, 1960년대에는 대형차가 자동차 판매량의 대부분을 차지했으며, 이는 낮은 유가 덕분이었다. 1950년대의 스타일링 과잉과 기술적인 기믹(예: 접이식 하드톱 및 푸시 버튼 자동 변속기)은 강조되지 않았다. 후면 핀은 크기가 작아졌고 1960년대 중반까지는 대부분 사라졌으며, 과도한 크롬도 마찬가지였다.

## 자동차 산업의 연방 규제
1960년대 안전 및 환경 문제로 인해 자동차 산업에 대한 정부 규제가 강화되었는데, 이는 부분적으로 랠프 네이더와 그의 책 어떤 속도에서도 안전하지 않다: 미국 자동차의 설계된 위험 요인에 의해 촉발되었다. 이로 인해 1970년대 자동차의 비용이 증가하고 결국 성능이 저하되는 결과가 나타났으며, 이 시기는 자동차 디자인의 침체 시대로 알려져 있다. 이 기간 동안 미국 자동차는 매우 좋지 못한 성능을 보였다.
시트 랩 벨트는 1962년부터 많은 주에서 의무화되었다. 1966년 국가교통 및 자동차안전법에 따라 연방 자동차 안전 기준은 1968년부터 전방 승객을 위한 어깨 벨트, 전방 헤드 레스트, 에너지 흡수 스티어링 칼럼, 점화 키 경고 시스템, 도난 방지 스티어링 칼럼/변속기 잠금 장치, 측면 마커 등, 그리고 패딩 처리된 내부를 요구했다.
1972년부터 범퍼는 5mph 충격 기준을 충족하기 위해 강화되어야 했으며, 이 결정은 1982년에 개정되었다.
1963년 청정대기법과 1965년 차량 대기 오염 및 통제법에 따라 1968년에 배출 통제가 시작되었다. 1970년대 초에 유연 휘발유 사용이 제한되기 시작하여 저압축 엔진이 사용되었고, 이에 따라 마력과 성능이 감소했다. 촉매 변환기는 1970년대 중반부터 널리 사용되기 시작했다.
EPA 관리자로서의 첫 임기 동안 윌리엄 럭켈샤우스는 시간의 60%를 자동차 산업에 할애했는데, 1970년 청정대기법에 따라 상원 의원들이 이전의 약한 대기 오염 법률에 따라 산업이 배출량을 줄이지 못한 것에 좌절했기 때문에 그들의 배출량을 90% 줄여야 했다.

## 1970년대
1950년대와 1960년대에 빅 쓰리 자동차 제조업체들이 대담하고 자신감 있었던 것과는 달리, 1970년대와 1980년대 미국의 자동차 제조업체들은 공학, 제조 또는 마케팅 재앙에서 또 다른 재앙으로 심각하게 휘청거렸고, 이 시기는 종종 미국 자동차 디자인의 침체 시대로 불린다.
1969년까지 수입차는 더 작고 저렴한 차량으로 미국 자동차 시장 점유율을 높였다. 폭스바겐은 50만 대 이상을 판매했고, 토요타는 10만 대 이상을 판매했다. 1986년에는 대한민국이 미국 시장에 진출했다. 이에 대응하여 국내 자동차 제조업체들은 포드 핀토와 매버릭, 쉐보레 베가, 그리고 AMC 그렘린, 호넷과 페이서와 같은 새로운 소형 및 준소형차를 출시했다. (크라이슬러는 미쓰비시 자동차에서 닷지 콜트를, 계열사인 루츠 그룹에서 플리머스 크리켓을 수입하는 데 만족해야 했다.) 그러나 이러한 자동차 중 상당수는 설계 및 제조 문제로 인해 소비자 인식이 좋지 않았다.
GM은 쉐보레 베가에서 시작하여 일련의 실책을 저질렀는데, 베가는 빠르게 녹이 슬고 알루미늄 엔진에 심각한 문제가 있다는 평판을 얻었다.
포드 핀토의 문제는 전국적으로 유명해졌고, 차량 후면이 충돌했을 때 연료 시스템이 화재에 취약하다는 언론 보도 이후 포드의 명성은 손상되었다. 또한 포드가 이 취약점을 알고 있었음에도 차량당 몇 달러를 절약하기 위해 어떤 안전 장치도 설계하지 않았으며, 소송 비용이 차량 재설계 비용보다 적을 것이라고 합리화했다는 주장도 제기되었다. 사실에 대한 역사적 분석은 핀토에 붙여진 "죽음의 함정"이라는 평판을 지지하지 않지만, 포드의 명성에는 이미 피해가 입혀졌다.
자동차 판매는 1973년 석유 파동으로 인한 아랍 금수 조치로 휘발유 가격이 폭등하면서 타격을 입었다. 해외 자동차 제조업체의 작고 연료 효율적인 자동차는 미국 자동차 판매 시장에서 급격히 더 높은 점유율을 차지했다. 에너지 정책 및 보존법에 따라 연방 정부는 1975년에 연료 효율성 표준(일명 CAFE)을 제정했으며, 승용차는 1978년부터, 경트럭은 1979년부터 적용되었다.
승용차의 초기 표준은 갤런당 18마일(mpg)이었고, 1985년까지 27.5mpg로 증가했다.
제너럴 모터스는 높은 유가에 가장 먼저 반응하여 1977년까지 대부분의 모델을 다운사이징하고 성능을 낮췄다. 1979년에는 이란의 정치적 사건으로 인해 두 번째 유가 급등이 발생하여 1979년 에너지 위기를 초래했다. 1980년까지 경제는 높은 인플레이션, 높은 실업률, 높은 이자율로 혼란에 빠졌다. 자동차 제조업체들은 막대한 영업 손실을 입었다. 크라이슬러는 가장 심각한 타격을 입었으며, 1979년 연방 정부로부터 15억 달러의 대출 보증 형태로 구제금융을 받았다. 한 가지 빠른 해결책은 당시 새로 나온 프랑스(심카) 경제형 자동차인 호라이즌의 디트로이트 생산 버전이었다. 재정난의 결과로 크라이슬러는 영국 및 프랑스 자회사인 루츠 그룹과 심카를 프랑스 자동차 제조업체 그룹 PSA에 1달러에 매각했다.
캐딜락은 1981년에 4기통 캐딜락 시마론이 출시되었을 때(두 배 비싼 쉐보레 카발리어의 고급형) 명성을 훼손했고, "V8-6-4" 엔진은 광고대로 작동하지 않았다. GM의 명성 또한 1977년에 쉐보레 엔진을 올즈모빌에 장착하고 있다는 사실이 밝혀졌을 때 손상되었고, 이로 인해 피해를 입은 올즈모빌 소유주들의 소송이 이어졌다. 마찬가지로, 1978년부터 1985년까지 GM 자동차에 사용된 휘발유 엔진으로 설계된 디젤 엔진 3개가 심각한 문제를 겪었을 때 소송이 제기되었다. 집단 소송과 연방거래위원회의 노력으로 GM으로부터 자동차를 다시 구매하는 결과가 나왔다. 크라이슬러 또한 소형차인 플리머스 볼라레와 닷지 아스펜이 급하게 개발되어 대규모 리콜과 낮은 품질로 인해 명성에 손상을 입었다.

## 1980년대
1981년, 일본 자동차 제조업체들은 "자발적 수출 규제"에 동의하여 미국으로 수출할 수 있는 자동차 수를 연간 168만 대로 제한했다. 이 할당량의 한 가지 부작용은 일본 자동차 회사들이 더 높은 수익 마진을 가진 고급차를 개발하기 시작하는 새로운 부서를 열었다는 점이다. 예를 들어 토요타의 렉서스, 혼다의 아큐라, 닛산의 인피니티가 있다. 또 다른 결과는 일본 자동차 제조업체들이 미국에 자동차 생산 공장을 열기 시작했다는 점이다. 세 개의 가장 큰 일본 자동차 제조업체들은 모두 1985년까지 생산 시설을 열었다. 이 시설들은 주로 주 정부가 제공하는 재정적 인센티브, 주간 고속도로를 통한 국가 접근성, 값싼 노동력의 대규모 공급 가능성, 그리고 노동조합의 약점 때문에 남부 주에 개설되었다. 남부 주들은 우파 노동법을 통과시켰고, UAW는 이 공장에서 노동조합 조직 노력을 반복적으로 실패했다.
빅 쓰리는 여러 일본 자동차 제조업체와 투자 및 합작 제조 시설을 개발하기 시작했다. 포드는 마쓰다에 투자하고, 그들과 함께 오토얼라이언스 인터내셔널이라는 합작 시설을 설립했다. 크라이슬러는 미쓰비시 자동차 주식을 매입하고, 그들과 함께 다이아몬드-스타 모터스라는 합작 시설을 설립했다. GM은 스즈키와 이스즈에 투자하고, 토요타와 함께 NUMMI (New United Motor Manufacturing, Inc.)라는 합작 제조 시설을 설립했다.
1970년대와 1980년대의 재정적 및 마케팅적 격변에도 불구하고, 이 시기에는 디스크 브레이크, 연료 분사, 전자 엔진 제어 장치, 그리고 전자 점화와 같은 기술 혁신 및 광범위한 개선이 이루어졌다. 전륜구동은 1980년대 후반까지 표준 구동 시스템이 되었다.
1980년대 중반까지 유가는 급격히 하락하여 미국 자동차 산업의 활성화에 기여했다. 리 아이어코카의 리더십 아래, 크라이슬러 코퍼레이션은 1979년 파산 위기 이후 재기에 성공했다. 1984년 모델 연도에 크라이슬러는 플리머스 보이저와 닷지 캐러밴으로 미니밴을 출시했으며, 이는 매우 인기가 많았다. 이 차량들은 승용차 섀시에 제작되었고 최대 7명을 태울 수 있었으며, 부피가 큰 짐도 실을 수 있었다. 크라이슬러는 1980년대에 K-카를 출시했는데, 이는 전륜 구동과 연료 효율적인 OHC 엔진을 특징으로 했다.
1987년에 크라이슬러는 지프를 생산하는 아메리칸 모터스 코퍼레이션을 인수했다. 이는 SUV 붐을 활용하는 데 있어 탁월한 타이밍임이 입증되었다. 포드는 1980년대 초 33억 달러의 손실 이후 재기에 성공했다. 1985년에 이 회사는 매우 성공적인 공기역학적 타우러스를 출시했다. 로저 스미스의 리더십 아래 제너럴 모터스는 경쟁사만큼 성공적으로 전환하지 못했으며, 시장 점유율은 크게 하락했다.
포드와 크라이슬러가 생산 비용을 절감하는 동안, GM은 신기술에 막대한 투자를 하고 있었다. 회사의 경영 구조 개편 및 제조 생산에 대한 기술 증대 시도는 성공적이지 못했다. 여러 대규모 인수합병(일렉트로닉 데이터 시스템스 및 휴즈 항공)은 경영진의 관심을 주력 산업에서 멀어지게 했다. 포드와 크라이슬러는 인수 및 다각화 추세에 동참하여, 포드는 재규어 자동차, 애스턴 마틴, The Associates (금융 회사), 그리고 First Nationwide Financial Corp (저축 및 대출 회사)를 인수했다.
크라이슬러는 람보르기니, 마세라티 지분, 그리고 걸프스트림 에어로스페이스 제트기를 인수했다. GM은 1980년대 후반 새턴 브랜드를 시작하여 수입차로부터 판매량을 되찾으려 했다. 새턴은 초기에는 성공했지만, GM은 나중에 거의 지원을 제공하지 않았다. 이 무렵 GM은 1996년에 첫 선을 보인 제너럴 모터스 EV1 전기차 개발에 착수했다.

## 1990년대
1990년대는 경기 침체로 시작되었으며, 이는 자동차 판매 부진과 영업 손실을 초래했다. 이라크의 쿠웨이트 침공은 유가 상승을 일시적으로 야기했다. 자동차 제조업체들은 비교적 빠르게 회복했다. 1990년대 중반에는 스포츠 유틸리티 차량, 픽업 트럭 및 미니밴을 포함한 경트럭 판매가 급격히 증가하기 시작했다.
기업 평균 연료 경제 기준이 승용차와 경트럭을 구분함에 따라, 자동차 제조업체들은 CAFE 벌금을 우려하지 않고 대형 및 중량 차량을 판매할 수 있었다. 낮은 유가는 소비자들이 이러한 연비가 나쁜 차량을 구매하도록 유도했다. 미국 자동차 제조업체들은 이 기간 동안 수백만 대의 픽업 트럭과 바디-온-프레임 SUV를 합쳐서, 심지어는 개별적으로도 판매했다. 토요타 4러너, 랜드 크루저, 타코마, 그리고 닛산 패스파인더와 프론티어와 같은 수입차들도 이 기간 동안 인기가 많았다.
자동차 제조업체들은 또한 외국 자동차 제조업체를 인수하거나 투자하는 추세를 이어갔다. GM은 1990년에 사브, 1998년에 이스즈, 2001년에 대우자동차의 지배 지분을 인수했고, 1999년에 스바루, 2000년에 피아트에 투자했으며, 1998년에는 AM 제너럴로부터 허머 이름을 인수했다. 포드는 1996년에 마쓰다의 33.4% 지배 지분을 인수했고, 1999년에 볼보자동차를, 이어서 2000년 5월에 랜드로버를 인수했다. GM과 포드는 이 기간 동안 중국 자동차 회사들과 합작 투자도 설립했다. GM의 합작 투자는 상하이 GM, SAIC-GM-우링 자동차, 그리고 FAW-GM 라이트 듀티 상용차 Co Ltd와 이루어졌다. 포드의 합작 투자는 창안 포드와 장링 포드와 이루어졌다.
미국 자동차 제조업체들이 외국 경쟁업체에 투자하거나 인수하는 동안, 외국 자동차 제조업체들은 미국에 더 많은 생산 시설을 계속 설립했다. 1990년대에 BMW와 다임러-벤츠는 각각 스파튼버그군, 사우스캐롤라이나와 터스컬루사군, 앨라배마에 SUV 공장을 열었다. 2000년대에는 혼다가 앨라배마주 링컨에, 닛산이 미시시피주 캔턴에, 현대가 앨라배마주 몽고메리에, 기아가 조지아주 웨스트포인트에 조립 공장을 열었다. 토요타는 2003년에 앨라배마주 헌츠빌에 엔진 공장을 열었고, 텍사스주 샌안토니오에 트럭 조립 공장을 열었으며, 미시시피주 블루 스프링스에 조립 공장을 건설 중이다. 폭스바겐은 채터누가에 새로운 공장을 발표했다.
여러 일본 자동차 제조업체들은 이 기간 동안 공장을 확장하거나 추가 공장을 열었다. 예를 들어, 새로 건설된 앨라배마 다임러-벤츠 및 혼다 공장은 원래 건설 이후 여러 차례 확장되었다. 1990년대 다임러-벤츠 공장 개설은 연쇄 효과를 낳았다. 이는 앨라배마 지역에 새로운 하위 조립 공급업체 허브를 만들었다. 이 하위 조립 공급업체 허브는 앨라배마에 여러 새로운 조립 공장을 유치하는 데 도움이 되었고, 인근 미시시피, 조지아 및 테네시에도 새로운 공장을 유치하는 데 도움이 되었다.
1998년, 크라이슬러와 독일 자동차 제조업체 다임러-벤츠는 "대등 합병"을 체결했지만, 실제로는 다임러-벤츠에 의한 인수로 판명되었다. 따라서 빅 쓰리 미국 소유 자동차 제조업체는 빅 투 자동차 제조업체가 되었다. 그러나 두 부문 사이에 문화적 충돌이 발생했으며, 크라이슬러 부문에서 엔지니어링 및 제조 관리 인력이 대거 이탈했다. 크라이슬러 부문은 크라이슬러 300이 출시되었을 때 잠시 회복세를 보였을 뿐 재정적으로 어려움을 겪었다. 2007년, 다임러-벤츠는 회사를 사모펀드인 서베러스 캐피털 매니지먼트에 매각하여 다시 미국 소유가 되었다.

## 2000년대
2000년대는 2001년 초 경기 침체와 9·11 테러의 영향으로 시작되어 자동차 산업 판매 및 수익성에 상당한 영향을 미쳤다. 주식 시장 하락은 자동차 제조업체들의 연금 기금 수준에 영향을 미쳐, 자동차 제조업체들이 기금에 상당한 기여를 해야 했다(GM은 이 기여를 부채 증가로 자금 조달했다). 2001년 크라이슬러는 플리머스 브랜드를 중단했고, 2004년 GM은 올즈모빌 부문을 폐지했다.

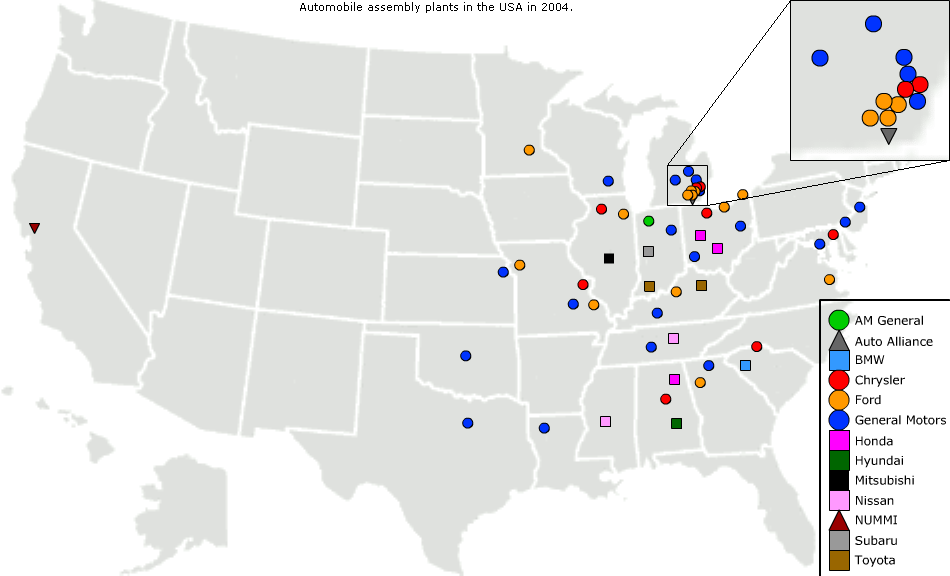
2004년 미국의 자동차 조립 공장

2005년 유가는 상승하기 시작하여 2008년에 정점을 찍었다. 미국 자동차 제조업체들이 이익을 위해 연비가 나쁜 경트럭 판매에 크게 의존하면서, 판매는 급격히 감소했다. 또한, 빅 쓰리의 금융 자회사가 전체 수익성(그리고 궁극적인 몰락)에 점점 더 중요해졌다. GMAC(현재 얼라이 파이낸셜)는 주택 담보 대출, 특히 서브프라임 대출을 시작했다. 서브프라임 모기지 산업의 후속 붕괴로 GM은 막대한 손실을 입었다.
2008-10년 자동차 산업 위기는 빅 쓰리가 재정적으로 취약한 상태였고 경제 불황이 시작되었을 때 발생했으며, 금융 위기로 인해 자동차 제조업체들이 연방 정부의 도움을 구하게 되었다. 포드는 신임 CEO 앨런 멀러리 하에 2006년 자산 대부분을 담보로 230억 달러를 조달하여 가장 유리한 위치에 있었다. 2007년 사모펀드에 인수된 크라이슬러는 재정적 지원이 약했고, 경트럭 판매에 가장 크게 의존했으며, 파이프라인에 신제품이 거의 없었다. 제너럴 모터스는 부채가 많았고, 경트럭 판매에도 크게 의존했으며, 높은 건강 관리 비용에 시달렸다.
빅 쓰리 CEO들은 2008년 11월 정부 지원을 요청했으나, 개인 전용기로 워싱턴 D.C.에 온 사실이 밝혀진 후 의회의 정서는 자동차 제조업체들에 반대하는 쪽으로 돌아섰다. 2008년 12월, 부시 대통령은 문제 자산 구제 프로그램에서 GM과 크라이슬러에 174억 달러를 지급하여 현금 흐름 문제에 대한 임시 구제를 제공했다. 몇 달 후, 오바마 대통령은 GM과 크라이슬러를 어떻게 처리할지 결정하기 위해 자동차 산업 대통령 태스크포스를 구성했다. 크라이슬러는 총 125억 달러의 TARP 자금을 받았고 2009년 4월에 챕터 11 파산을 신청했다.
자동차 제조업체 피아트는 경영 통제권과 20%의 지분(특정 조건 하에 35%로 조정됨)을 받았고, 미국 및 캐나다 정부는 10%의 지분을 받았으며, 나머지 소유권은 직원 건강 관리 혜택을 관리하기 위해 설립된 신탁 기금인 자발적 직원 수혜자 협회(VEBA)에 주어졌다.
자동차 태스크포스는 GM CEO 릭 왜고너의 사임을 요구했고, 그는 또 다른 오랜 GM 임원인 프레더릭 헨더슨으로 교체되었다. GM은 총 495억 달러의 TARP 자금을 받았고 2009년 6월에 챕터 11 파산을 신청했다. 미국 및 캐나다 정부는 72.5%의 소유 지분을, VEBA는 17.5%를 받았고, 무담보 채권자들은 10%를 받았다. 구제 금융의 일환으로 GM과 크라이슬러는 수많은 생산 공장을 폐쇄하고 수백 개의 딜러십과 수천 개의 일자리를 없앴다. 그들은 또한 여러 주요 노동조합 양보를 요구했다.
GM은 사브 사업부를 매각하고 폰티액, 허머, 새턴 브랜드를 폐지했다. 자동차 제조업체들이 TARP로부터 받은 620억 달러 외에도, 그들의 금융 부문인 얼라이 파이낸셜과 TD Auto Finance는 추가로 178억 달러를 받았다. 미국 정부의 자금 지원 외에도, 캐나다 정부는 캐나다 내 생산 시설 유지를 장려하기 위해 GM에 108억 달러, 크라이슬러에 29억 달러를 지원했다.
포드는 정부 지원을 요청하지 않았지만, 구조 조정의 일환으로 2009년에 볼보자동차를 매각하기로 결정했으며, 이는 2010년 여름 중국 지리에 인수되었다. 또한 2011년에는 머큐리 사업부를 단계적으로 폐지했다. (포드는 이전에 애스턴 마틴을 2007년에, 랜드로버와 재규어 자동차를 2008년 6월 초에, 마쓰다의 지배 지분을 2008년 11월에 매각했다.) 첨단 기술 차량 제조 대출 프로그램에 따라 포드는 59억 달러를 대출하여 차량이 더 높은 연비 요구 사항을 충족하도록 도왔다.

## 2010년대
포드는 2012년까지 80,000명의 미국 전체 직원을 보유하고 3,300개의 딜러십에 공급하는 수준으로 회복되었다. 이에 비해 크라이슬러는 같은 해에 71,100명의 미국 직원을 고용하고 2,328개의 딜러십에 공급했다.
2014년 초 데이터에 따르면 GM, 포드, 토요타, 크라이슬러 순으로 미국 자동차 판매량이 가장 많았다. 특정 유형의 차량 측면에서, 새로운 10년은 크라이슬러가 램 트럭과 지프 체로키 SUV에 중점을 두었음을 의미하며, 이 두 차량 모두 2014년에 "상당한 판매량"을 기록했다고 뉴스 보도가 전했다.
2014년, 현재 피아트 크라이슬러로 불리는 피아트는 크라이슬러와 그 사업부(닷지, 지프, 램 트럭스)의 소유권을 완전히 장악했다.
2017년, 자동차 제조업체들이 차량 한 대당 인센티브에 3,830 달러를 지출했으며, 이는 노동 비용(차량 한 대당 2,500 달러 미만으로 추정됨)보다 많다고 보고되었다.
2017년, 제너럴 모터스는 낮은 수익으로 인해 유럽 브랜드인 오펠과 복스홀을 그룹 PSA에 매각했다. 또한 홀덴 오스트레일리아 공장 폐쇄를 발표하여 홀덴을 수입 브랜드로 만들었다.
2019년, 제너럴 모터스는 5개 공장을 폐쇄했다. 또한 우즈베키스탄에서도 철수했다.
2010년대 말에는 시장이 승용차보다 크로스오버 SUV를 선호한다는 것이 분명해졌다.
2016년, 피아트 크라이슬러는 닷지 다트와 크라이슬러 200 세단을 단종할 것이라고 발표했다. 세르조 마르키온네 CEO는 이 차들이 좋은 차였음에도 불구하고, 최근 회사가 투자한 것 중 가장 재정적으로 보상이 적은 투자였다고 말했다.
포드는 2018년에 포드 머스탱을 제외한 모든 승용차를 단종할 것이며, 포드 포커스는 포드 포커스 액티브라는 크로스오버-해치백 차량으로 돌아올 것이라고 발표했다. 포드는 이후 중국의 인권 침해로 인한 모든 중국산 차량에 대한 트럼프 행정부의 관세 부과로 인해 미국 및 캐나다 시장용 포드 포커스 액티브를 창안 포드 하얼빈 공장에서 수입할 예정이었던 계획을 취소했다. 제너럴 모터스는 포드를 따르지 않을 것이라고 말했지만, 나중에 번복하여 2022년까지 대부분의 승용차를 단종할 것이라고 발표했다.

## 2020년대

미국에서는 픽업트럭이 작업용 차량에서 기술 기능이 많은 가족용 차량으로 크기와 기능이 성장했다. 2010년대에는 소형 픽업트럭이 거의 사라졌고, 2020년대에는 풀사이즈 트럭이 미국 판매량의 대부분을 차지했다. 안전 옹호자들은 대형 트럭의 무게와 운전자 사각지대에 대해 우려한다.

2020년, 제너럴 모터스는 홀덴의 생산 중단을 발표하고 2021년까지 오스트레일리아와 뉴질랜드에서 철수할 계획이라고 밝혔다. 제너럴 모터스는 또한 태국 시장에서 철수하고 라용 공장을 매각할 계획이라고 발표했다.
2021년 8월, 포드는 2개 공장을 운영할 만큼 충분한 수요를 확보하지 못해 인도 생산을 중단할 것이라고 발표했다.
2021년 1월, 피아트 크라이슬러(FCA)는 그룹 PSA와 합병하여 FCA의 북미 사업부(닷지, 크라이슬러, 지프, 램 포함)가 네덜란드에 본사를 둔 새로운 모회사인 스텔란티스의 일부가 되었다.
2021년 1월 28일, 제너럴 모터스는 기후 변화 및 대기 오염 악화로 인해 바이든 행정부의 더 엄격한 자동차 배출가스 기준 및 전기차 목표를 준수하기 위해 2035년까지 100% 전기차로 전환할 것이라고 발표했다.
2021년까지 포드가 생산한 SUV, 트럭 또는 밴이 아닌 차량은 머스탱 포니카뿐이었고, GM은 말리부 중형 세단, 카마로 포니카 및 고급 캐딜락 CT4와 CT5만 생산했다.
2010년대 후반과 2020년대 초반에는 전기차 전용 브랜드인 테슬라의 부상도 두드러졌는데, 테슬라는 2020년 1월에 시가총액 기준으로 세계에서 가장 가치 있는 자동차 제조업체가 되었고, 2020년에는 50만 대 이상의 자동차를 생산했다.
이번 10년 동안은 전반적으로 전기차가 부상하는 시기였으며, 2020년에는 전체 신차 판매량의 약 2%가 완전 전기차였다.
인프라 투자 및 일자리 법에 따르면, 2026년까지 판매되는 모든 신형 승용차에는 법적으로 허용되는 혈중 알코올 농도 이상일 경우 차량 시동을 걸 수 없게 하는 시스템이 장착되어야 한다. 이 법안은 이러한 감지 방식이 어떤 형태를 취할지 명확하게 밝히지 않고 있으며, 모니터링이 "수동적"이 될 것이라고 명시하고 있는데, 이는 운전자 행동을 적절하게 추적하고 모니터링하기 위해 카메라 사용을 필요로 할 가능성이 있다. 이 변경을 지지하는 사람들은 음주 운전 사망자를 줄일 것이라고 주장하는 반면, 반대자들은 운전자의 사생활 침해이며 운전자들이 도로에서 기술적인 어려움을 겪을 수 있다고 주장한다.
2021년 12월, 바이든 행정부는 행정 명령 14057호를 발표했다. 이 명령은 기후 변화와 대기 오염 악화로 인한 전기차 전환을 추진하기 위해 2035년까지 미국 50개 주, 워싱턴 D.C. 및 모든 미국령에서 새로운 화석 연료 차량을 금지하는 전국적인 연방 정부 의무화이다. 이 명령은 2027년까지 새로운 화석 연료 정부 소유 차량 판매를, 2030년까지 새로운 화석 연료 버스 판매를, 그리고 2035년까지 새로운 화석 연료 개인 소유 차량과 새로운 화석 연료 상업 소유 차량 판매를 금지할 것이다. 미국 환경 보호국은 또한 2023년 모델 연도부터 모든 새로운 미국 시장 ICE(내연 기관) 차량에 의무화될 엄격한 자동차 배출가스 및 연료 경제 요건을 발표했다. 이 표준은 2026년, 2029년, 2032년 모델 연도에 더 엄격해질 것이다. 새로운 규정은 또한 2026년까지 미국에서 판매되는 모든 신차의 20% 이상이 100% 전기차여야 하며, 2030년까지 60% 이상이, 최종적으로 2035년까지 100%가 100% 전기차여야 한다.
2023년 4월 12일, 마이클 리건 미국 환경보호청장은 심각한 기후 변화와 그 영향을 줄이기 위해 2032년까지 전국적으로 판매되는 모든 신형 경량 고속도로 차량의 67%가 배기가스 온실가스 배출이 없어야 한다는 더 엄격한 자동차 배기가스 기준을 제안했다.
2024년, 폭스바겐은 전기차 제조업체 리비안과 합작 투자를 할 것이라고 발표했다. 리비안은 테슬라의 경쟁사이다.
2024년 미국 공장들은 1,040만 대의 차량을 생산했으며, 그 중 절반은 토요타, 혼다, BMW, 메르세데스를 포함한 유럽 또는 아시아 브랜드였다. 이들 차량 중 일부는 캐나다와 멕시코로 수출된다. 2014년에는 400만 대의 완성차가 생산되었으나, 이 숫자는 2024년에 170만 대로 감소했다.
2025년에는 일부 세금 인상이 고려되고 있다. 미국에서 판매되는 모든 차량의 절반과 미국에서 조립되는 차량 부품의 60%는 수입산이다. 이러한 세금은 자동차 회사와 공급업체가 미국에 공장을 설립하도록 만들 것이다.

## 같이 보기
- 자동차 산업
- 빅 쓰리 자동차 제조사
- 1950년대 미국 자동차 문화
- 1950년대 미국의 자동차 산업
- 캐나다-미국 자동차 제품 협정
- 2008-10년 미국 자동차 산업 위기의 영향
- 굿 로즈 운동
- 크라이슬러 (기업)의 역사
- 포드 모터 컴퍼니의 역사
- 제너럴 모터스의 역사
- 미국 자동차 제조사 목록
- 미국에 존재했던 자동차 제조사 목록
- 미국에서 제조된 자동차 목록
- 미국의 승용차
- 2008-2010년 자동차 산업 위기

### 부정적인 영향
- 사회에 미치는 자동차의 영향
- 대기 오염
- 자동차 의존성
- 자동차 안전
- 자동차 유지비
- 차 없는 운동
- 컴팩트 시티
- 혼잡통행료
- 운송의 환경 영향
- 자동차의 외부 효과
- 고속도로 및 고속도로 반란
- 무단횡단
- 연도별 미국 자동차 사망률
- 신도시주의
- 도로 소음
- 교통 사고
- 교통 체증
- 도시쇠퇴
- 스프롤 현상

## 내용주
1. ↑  The Pit Boss (2021년 2월 26일). “The Pit Stop: The American Automotive Industry Is Packed With History”. 《Rumble On》. 2021년 4월 25일에 원본 문서에서 보존된 문서. 2021년 12월 5일에 확인함.
2. ↑  Rae, John Bell. 〈automotive industry〉. 《브리태니커 백과사전》. 2021년 4월 22일에 원본 문서에서 보존된 문서. 2021년 12월 5일에 확인함.
3. ↑  “Automobile History”. 《History.com》. 2018년 8월 21일. 2021년 4월 23일에 원본 문서에서 보존된 문서. 2021년 12월 5일에 확인함.
4. ↑  “Cars”. 《The Observatory of Economic Complexity》. 2024년 7월 27일에 확인함.
5. 1 2  “Motor vehicle production of the United States and worldwide from 1999 to 2020”. 《statista.com》. 2023년 4월 14일에 원본 문서에서 보존된 문서. 2021년 12월 5일에 확인함.
6. ↑  IW Staff (2021년 3월 26일). “Global Auto Production Dropped 16% Last Year Thanks to COVID-19”. 《Industry Week》. 2021년 4월 21일에 원본 문서에서 보존된 문서. 2021년 12월 5일에 확인함.
7. ↑  “2013 production statistics”. Oica.net. 2013년 11월 6일에 원본 문서에서 보존된 문서. 2014년 8월 16일에 확인함.
8. 1 2  “2017 Production Statistics”. International Organization of Motor Vehicle Manufacturers. 2021년 12월 5일에 원본 문서에서 보존된 문서. 2021년 12월 5일에 확인함.
9. 1 2  Ward's: World Motor Vehicle Data 2007. Wards Communications, Southfield MI 2007, ISBN 0910589534
10. ↑  Rae(1986), p 6
11. ↑  Putnam, Robert D. (2000). 《나 홀로 볼링》. New York: 사이먼 & 슈스터. 217쪽. ISBN 978-0684832838.
12. ↑  Statistical Abstract of the United States: 1955 (PDF) (보고서). Statistical Abstract of the United States 76판. U.S. Census Bureau. 1955. 554쪽. 2021년 9월 16일에 원본 문서 (PDF)에서 보존된 문서. 2021년 6월 29일에 확인함.
13. ↑  “U.S. June auto sales hit level not seen since July 2006”. 《로이터》. 2014년 7월 1일.
14. 1 2  O'Dell, John (2013년 6월 19일). “Foreign Cars Made in America: Where Does the Money Go?”. 《Edmunds》. Edmunds.com. 2017년 2월 11일에 원본 문서에서 보존된 문서. 2014년 8월 16일에 확인함.
15. ↑  “SOME MILESTONES OF THE AUTO AGE”. 《The New York Times》 (미국 영어). 1986년 1월 26일. ISSN 0362-4331. 2023년 6월 1일에 확인함.
16. ↑  “1926 Ford Model T Sports Touring Car”. 《The Washington Post》 (미국 영어). 2002년 9월 1일. ISSN 0190-8286. 2023년 6월 1일에 확인함.
17. ↑  Bunkley, Nick (2009년 1월 21일). “Toyota Ahead of G.M. in 2008 Sales”. 《The New York Times》 (미국 영어). ISSN 0362-4331. 2023년 4월 14일에 확인함.
18. ↑  “2023 production statistics”. 《International Organization of Motor Vehicle Manufacturers》. 2024년 7월 1일에 확인함.
19. ↑  Klebnikov, Sergei (2021년 6월 30일). “Tesla Is Now The World's Most Valuable Car Company With A $208 Billion Valuation”. 《Forbes》 (영어). 2023년 4월 14일에 확인함.
20. ↑  “China overtakes US in car sales”. 《The Guardian》 (London). 2010년 1월 8일. 2011년 7월 10일에 확인함.
21. ↑  “Highlights of the Automotive Trends Report”. 《EPA.gov》. U.S. Environmental Protection Agency (EPA). 2022년 12월 12일. 2023년 9월 2일에 원본 문서에서 보존된 문서.
22. ↑  Cazzola, Pierpaolo; Paoli, Leonardo; Teter, Jacob (November 2023). “Trends in the Global Vehicle Fleet 2023 / Managing the SUV Shift and the EV Transition” (PDF). Global Fuel Economy Initiative (GFEI). 3쪽. doi:10.7922/G2HM56SV. 2023년 11월 26일에 원본 문서 (PDF)에서 보존된 문서.
23. ↑  Selden Road Engine, U.S. patent 549160.pdf 보관됨 14 10월 2016 - 웨이백 머신
24. ↑  Greenleaf, William.  Monopoly on Wheels: Henry Ford and the Selden Automobile Patent. Wayne State University Press, 1951.
25. ↑  Brungardt, A. O. Book Review:The Automobile Industry: Its Economic and Commercial Development. Ralph C. Epstein. Journal of Business of the University of Chicago, 1, 390–392.
26. ↑  Bureau of Public Roads; American Association of State Highway Officials (1926년 11월 11일). 《United States System of Highways Adopted for Uniform Marking by the American Association of State Highway Officials》 (지도). 1:7,000,000. Washington, DC: 미국 지질조사국. OCLC 32889555. 2017년 4월 13일에 원본 문서에서 보존된 문서. 2013년 11월 7일에 확인함 – 위키미디어 공용 경유.
27. ↑  Hugill, P. J. (1982). 《Good Roads and the Automobile in the United States 1880–1929》. 《Geographical Review》 72. 327–349쪽. Bibcode:1982GeoRv..72..327H. doi:10.2307/214531. JSTOR 214531.
28. ↑  Woutat, Donald (1985년 1월 6일). “High Tech: Auto Makers' History Revisited”. 《Los Angeles Times》 (미국 영어). ISSN 0458-3035. 2017년 7월 3일에 확인함.
29. ↑  John B. Rae, "Why Michigan?" Michigan History (1996) 89#2 pp 6–13.
30. ↑  Katharine Mechler, General Motors: Innovations in American Social Class Structure (2007).
31. ↑  “U.S. Auto Plants are Cleared for War”. 《Life》. 1942년 2월 16일. 19쪽. 2024년 9월 13일에 원본 문서에서 보존된 문서. 2011년 11월 16일에 확인함.
32. ↑  Charles K. Hyde, Arsenal of Democracy: The American Automobile Industry in World War II (2013).
33. ↑  Weingroff, Richard F. (September–October 2000). 《The Genie in the Bottle: The Interstate System and Urban Problems, 1939–1957》. 《Public Roads》 64 (Washington, DC: Federal Highway Administration). ISSN 0033-3735. 2021년 10월 22일에 원본 문서에서 보존된 문서. 2012년 5월 9일에 확인함.
34. ↑  “1960s: Developing Critical Mass”. Nacs50.com. 2023년 10월 7일에 원본 문서에서 보존된 문서. 2014년 8월 16일에 확인함.
35. ↑  Joel Cutcher-Gershenfeld; Dan Brooks; Martin Mulloy (2015년 5월 6일). “The Decline and Resurgence of the U.S. Auto Industry”. Economic Policy Institute. 2016년 6월 29일에 원본 문서에서 보존된 문서. 2016년 7월 1일에 확인함.
36. ↑  Okubo, Sumiye (1970년 11월 1일). “FOREIGN AUTOMOBILE SALES IN THE UNITED STATES”. Economic Quarterly (Federal Reserve Bank of Richmond) : November 1970. Federal Reserve Bank of St. Louis. 2018년 8월 10일에 원본 문서에서 보존된 문서. 2016년 7월 1일에 확인함.
37. ↑  Rood, Eric (2017년 3월 20일). “Tonnage: 10 Gigantic Malaise-Era Land Yachts”. 《Roadkill》. 2019년 11월 9일에 원본 문서에서 보존된 문서. 2019년 12월 22일에 확인함.
38. 1 2  Stewart, Ben (2012년 9월 10일). “Performance Pretenders: 10 Malaise-Era Muscle Cars”. 《Popular Mechanics》. 2020년 8월 12일에 원본 문서에서 보존된 문서. 2019년 12월 22일에 확인함.
39. ↑  Solomon, Jack (March 1978). 《Billion Dollar Bumpers》. 《Reason》. 2024년 9월 13일에 원본 문서에서 보존된 문서. 2020년 9월 23일에 확인함.
40. ↑  EPA Alumni Association: EPA Administrator William Ruckelshaus in a 2013 interview discusses his extensive engagement in regulating the U.S. automobile industry as he implemented the Clean Air Act of 1970, Video 보관됨 10월 11, 2016 - 웨이백 머신, Transcript 보관됨 10월 11, 2016 - 웨이백 머신 (see pages 14–16).
41. ↑  R. Y. Ebert, and M. Motoney, "Performance of the South Korean automobile industry in the domestic and United States markets." Journal of Research and Creative Studies 1.1 (2007): 12–24 online.
42. ↑  Huffman, John Pearley (2010년 10월 19일). “How the Chevy Vega Nearly Destroyed GM”. Popular Mechanics. 2014년 10월 6일에 원본 문서에서 보존된 문서. 2014년 8월 16일에 확인함.
43. ↑  Schwartz, Gary T. (1991). 《The Myth of the Ford Pinto Case》 (PDF). 《Rutgers Law Review》 43. 1013–1068쪽. 2020년 12월 31일에 원본 문서 (PDF)에서 보존된 문서. 2020년 9월 5일에 확인함.
44. ↑  Lee, Matthew T; Ermann, M. David (Feb 1999). 《Pinto "Madness" as a Flawed Landmark Narrative: An Organizational and Network Analysis》. 《Social Problems》 46. 30–47쪽. doi:10.1525/sp.1999.46.1.03x0240f.
45. ↑  “Bill Summary & Status – 94th Congress (1975–1976) – S.622 – (Library of Congress)”. Thomas.loc.gov. 2016년 1월 28일에 원본 문서에서 보존된 문서. 2014년 8월 16일에 확인함.
46. ↑  Baruch Feigenbaum; Julian Morris. “CAFE Standards in Plain English” (PDF). Reason. 2020년 10월 25일에 원본 문서 (PDF)에서 보존된 문서. 2020년 9월 23일에 확인함.
47. ↑  “A Brief History of US Fuel Efficiency Standards Where we are—and where are we going?”. The Union of Concerned Scientists is a national nonprofit organization founded more than 50 years ago by scientists and students at the Massachusetts Institute of Technology. 2006년 7월 25일. 2020년 9월 23일에 원본 문서에서 보존된 문서. 2020년 9월 23일에 확인함.
48. ↑  “The 50 Worst Cars Of All Time”. 《Time》. 2007년 9월 7일. 2007년 10월 14일에 원본 문서에서 보존된 문서.
49. ↑  “594 F.2d 1106”. 2010년 5월 14일에 원본 문서에서 보존된 문서. 2011년 10월 16일에 확인함.
50. ↑  “The Saga Of The G.M. Diesel: Lemons, Lawsuits And Soon An F.T.C.; Decision”. 《The New York Times》. 1983년 3월 27일. 2024년 9월 13일에 원본 문서에서 보존된 문서. 2017년 2월 5일에 확인함.
51. ↑  Huffman, John Pearley (2010년 2월 12일). “5 Most Notorious Recalls of All Time”. Popular Mechanics. 2014년 4월 7일에 원본 문서에서 보존된 문서. 2014년 8월 16일에 확인함.
52. ↑  Barbara A. Sousa, Regulating Japanese Automobile Imports: Some Implications of the Voluntary Quota System, 5 British Columbia International and Comparative Law Review (1982) pp 431+.
53. ↑  Thomas H. Klier, and James M. Rubenstein, "The changing geography of North American motor vehicle production." Cambridge Journal of Regions, Economy and Society 3.3 (2010): 335–347. online
54. ↑  Kim Hill, and Emilio Brahmst, "The auto industry moving south: An examination of trends." Center for Automotive Research 15 (2003) online 보관됨 9월 13, 2024 - 웨이백 머신.
55. ↑  Thomas W. Zeiler, "Business Is War in US-Japanese Economic Relations, 1977–2001." in Partnership: The United States and Japan 1951–2001 ed. by Akira Irike and Robert Wampler, (2001) pp: 223–48.
56. ↑  Vlasic, Bill; Bunkley, Nick (2008년 10월 25일). “How the SUV boom drove GM down”. HeraldTribune.com. 2014년 10월 7일에 원본 문서에서 보존된 문서. 2014년 8월 16일에 확인함.
57. 1 2  “Treasury's Exit from GM and Chrysler Highlights Competing Goals, and Results of Support to Auto Communities Are Unclear” (PDF). 《United States Government Accountability Office (GAO)》. May 2011. 2012년 1월 6일에 원본 문서 (PDF)에서 보존된 문서. 2024년 10월 3일에 확인함.
58. ↑  McClearn, Matthew (2011년 6월 9일). “Autopilot bailout”. Canadian Business. 2011년 9월 4일에 원본 문서에서 보존된 문서. 2014년 8월 16일에 확인함.
59. ↑  “Chrysler Shows 13 Percent Increase In March U.S. Auto Sales”. 폭스 비즈니스. 2014년 4월 1일. 2014년 4월 7일에 원본 문서에서 보존된 문서. 2014년 8월 16일에 확인함.
60. ↑  Roberts, Adrienne (2017년 3월 3일). “Keeping the motor running is getting more expensive”. 《The Australian》. 2017년 6월 28일에 확인함.
61. ↑  Snavely, Brent (2017년 3월 6일). “GM selling European brands Vauxhall-Opel to Peugeot”. 《Toronto Star》 (Toronto Star). 2024년 9월 13일에 원본 문서에서 보존된 문서. 2020년 5월 12일에 확인함.
62. ↑  Fabricatorian, Shant (2013년 12월 12일). “GM to Shutter Holden Production Operations in Australia by 2018”. 《Car and Driver》. 2020년 10월 23일에 원본 문서에서 보존된 문서. 2020년 5월 12일에 확인함.
63. ↑  Putre, Laura (2018년 11월 26일). “GM to Close 4 U.S. Plants, 1 in Canada”. 《Industry Week》. 2020년 10월 23일에 원본 문서에서 보존된 문서. 2020년 5월 12일에 확인함.
64. ↑  “General Motors completes pull out of GM Uzbekistan, company renamed UZAUTO”. 《BNE Intellinews》. 2019년 7월 5일. 2020년 11월 26일에 원본 문서에서 보존된 문서. 2020년 5월 12일에 확인함.
65. ↑  Stocksdale, Joel (2017년 1월 9일). “Marchionne says the Chrysler 200 and Dodge Dart were terrible investments for FCA”. 《Autoblog》. 2020년 3월 10일에 원본 문서에서 보존된 문서. 2020년 5월 12일에 확인함.
66. ↑  Boshouwers, Derek (2018년 4월 26일). “FORD TO STOP PRODUCING CARS HERE BY 2020, EXCEPT FOR MUSTANG AND UPCOMING FOCUS ACTIVE CROSSOVER WILL SURVIVE”. 《auto123.com》. auto123. 2019년 12월 24일에 원본 문서에서 보존된 문서. 2020년 5월 12일에 확인함.
67. ↑  “Ford Won't Build Now-Dead Focus Active Crossover in U.S. To Avoid Tariffs”. 2018년 9월 10일.
68. 1 2 3  Chase, Will; Whalen, Jared; Miller, Joann (2023년 1월 23일). “Pickup Trucks: From Workhorse to Joyride”. 《Axios》. 2025년 1월 28일에 원본 문서에서 보존된 문서.
69. ↑  Beresford, Colin (2020년 2월 18일). “Legendary Holden Brand Is Dead as GM Leaves Australia after 89 Years”. 《Car and Driver》. 2020년 3월 29일에 원본 문서에서 보존된 문서. 2020년 5월 12일에 확인함.
70. ↑  MAIKAEW, PIYACHART (2020년 2월 17일). “GM to withdraw from Thailand this year”. 《Bangkok Post》 (Bangkok Post). 2020년 10월 9일에 원본 문서에서 보존된 문서. 2020년 5월 12일에 확인함.
71. ↑  Boudette, Neal E.; Davenport, Coral (2021년 1월 28일). “G.M. Will Sell Only Zero-Emission Vehicles by 2035”. 《뉴욕 타임스》. 2022년 9월 1일에 원본 문서에서 보존된 문서. 2022년 8월 31일에 확인함.
72. ↑  Isidore, Chris (2020년 1월 10일). “Tesla is now the most valuable US automaker ever”. 《CNN.com》. 2024년 4월 12일에 원본 문서에서 보존된 문서. 2021년 12월 5일에 확인함.
73. ↑  Boudette, Neal E. (2021년 1월 2일). “Tesla Says It Hit Goal of Delivering 500,000 Cars in 2020”. 《The New York Times》. New York Times. 2021년 7월 14일에 원본 문서에서 보존된 문서. 2021년 12월 5일에 확인함.
74. ↑  Kusnetz, Nicholas (2020년 12월 21일). “Was 2020 The Year That EVs Hit it Big? Almost, But Not Quite”. Inside Climate News. 2021년 7월 15일에 원본 문서에서 보존된 문서. 2021년 12월 5일에 확인함.
75. ↑  “H. R. 3684” (PDF). 1067쪽. 2022년 3월 9일에 원본 문서 (PDF)에서 보존된 문서. 2022년 3월 1일에 확인함.
76. ↑  “Buried in the Bipartisan Infrastructure Bill: In-Car Breathalyzers”. 2021년 8월 3일. 2022년 3월 1일에 원본 문서에서 보존된 문서. 2022년 3월 2일에 확인함.
77. ↑  “Executive Order on Catalyzing Clean Energy Industries and Jobs Through Federal Sustainability”. 2021년 12월 8일. 2022년 1월 2일에 원본 문서에서 보존된 문서. 2022년 7월 11일에 확인함.
78. ↑  Shepardson, David; Klayman, Ben (2021년 12월 8일). “U.S. Government to end gas-powered vehicle purchases by 2035 under Biden order”. 《Reuters》. 2022년 6월 30일에 원본 문서에서 보존된 문서. 2022년 7월 11일에 확인함.
79. ↑  Newburger, Emma (2023년 4월 12일). “Biden proposes toughest auto emissions rules yet to dramatically boost EV sales”. 《CNBC》 (영어). 2024년 9월 13일에 원본 문서에서 보존된 문서. 2023년 6월 21일에 확인함.
80. ↑  “Volkswagen to invest $5B in Rivian, form joint venture”. 《폭스 비즈니스》. 2024년 6월 26일. 2024년 6월 26일에 원본 문서에서 보존된 문서. 2024년 6월 26일에 확인함.
81. ↑  Trump’s autos tariffs could quickly make car prices more expensive, Chris Isidore, CNN, Wed February 19, 2025
82. ↑  Trump Announces 25% Tariffs on Imported Cars and Car Parts,  Ana SwansonJack Ewing, Tony Romm, NYT, March 26 and 31 2025

## 더 읽어보기
- Berry, Steven, James Levinsohn, and Ariel Pakes. "Voluntary export restraints on automobiles: Evaluating a trade policy." American Economic Review 89.3 (1999): 400–430 online.
- Brown, George. "The U.S. Automobile Industry: Will It Survive Increasing International Competition" (U.S. Army War College, 1991) online
- Chandler, Alfred D. ed. Giant enterprise: Ford, General Motors, and the automobile industry; sources and readings (1964) online, includes primary sources.
- Crandall, Robert W. "The effects of US trade protection for autos and steel." Brookings Papers on Economic Activity 1987 (1987): 271–288 online.
- Feenstra, Robert C. "Voluntary export restraint in US autos, 1980–81: quality, employment, and welfare effects." in The structure and evolution of recent US trade policy (U of Chicago Press, 1984) pp. 35–66.
- Goldberg, Penny Koujianou. "Trade policies in the US automobile industry." in Japan and the World Economy 6.2 (1994): 175–208.
- Gustin, Lawrence R. "Sights and Sounds of Automotive History" Automotive History Review (2010+, Issue 52, pp 4–8. Guide to video and sound archives for clips of pioneers such as Henry Ford, Billy Durant, and Ransom Olds.
- Halberstam, David. 더 리코닝 (1986) 자동차 산업의 몰락에 대한 자세한 보고. online; also online review
- Hyde, Charles K. Arsenal of Democracy: The American Automobile Industry in World War II (2013) excerpt
- Ingrassia, Paul, and Joseph B. White. Comeback: the fall and rise of the American automobile industry (1994) online
- Jeal, M. "Mass confusion: The beginnings of the volume-production of motorcars." Automotive History Review 54 (2012): 34–47.
- Katz, Harry C. Shifting gears : changing labor relations in the U.S. automobile industry (1985) online
- Kennedy, Edward D. The automobile industry; the coming of age of capitalism's favorite child (1941) online
- May, George S. ed. The Automobile industry, 1920–1980 (1989) online
- Minchin, Timothy J. America's Other Automakers: A History of the Foreign-Owned Automotive Sector in the United States (University of Georgia Press,  2021)
- Rae, John B. The American automobile industry (1984), short scholarly survey online
- Rae, John B. The road and the car in American life (1971) online
- Rao, Hayagreeva. "Institutional activism in the early American automobile industry." Journal of Business Venturing 19.3 (2004): 359–384.
- 루벤스타인, 제임스 M. The Changing U.S. Auto Industry: A Geographical Analysis (Routledge, 1992)
- Seltzer, Lawrence H. A financial history of the American automobile industry; a study of the ways in which the leading American producers of automobiles have met their capital requirements (1928; reprinted 1973) online
- Smitka, Michael. "Foreign policy and the US automotive industry: by virtue of necessity?." Business and Economic History 28.2 (1999): 277–285 online
- White, Lawrence. The Automobile Industry since 1945 (Harvard UP, 1971) online.
- Wilkins, Mira, and Frank Ernest Hill. American business abroad: Ford on six continents (Cambridge UP, 2011).
- Yates, Brock W. The decline and fall of the American automobile industry (1983) online

### 회사
- Cray, Ed. Chrome Colossus: General Motors and Its Time (1980) online detailed popular history.
- Drucker, Peter F. Concept of the corporation (1946, reprinted in 1964) online, based on General Motors
- Farber, David. Sloan Rules: Alfred P. Sloan and the Triumph of General Motors (U of CHicago Press, 2002)
- Hyde, Charles K. Riding the Roller Coaster: A History of the Chrysler Corporation (Wayne State UP, 2003).
- Hyde, Charles K. The Dodge Brothers: The Men, the Motor Cars, and the Legacy (Wayne State UP, 2005).
- Hyde, Charles K. Storied Independent Automakers: Nash, Hudson, and American Motors (Wayne State UP, 2009).
- Langworth, Richard M. The complete history of General Motors, 1908–1986 (1986) online
- Nevins, Allan. Ford: the Times, the Man, the Company (vol 1 1954) online
- Nevins, Allan, and Frank Hill. Ford: Expansion and Challenge 1915–1933 (vol 2, 1957) online
- Nevins, Allan. Ford: Decline and rebirth, 1933–1962 (vol 3, 1963) online
- Pound, Arthur. The turning wheel: The story of General Motors through twenty-five years, 1908–1933 (1934) online free
- Sloan, Alfred P. My Years with General Motors (1964) online
- Tedlow, Richard S. "The Struggle for Dominance in the Automobile Market: the Early Years of Ford and General Motors" Business and Economic History 1988 17: 49–62. Ford stressed low price based on efficient factories but GM did better in oligopolistic competition by including investment in manufacturing, marketing, and management